# Ushuaia (departement)
Ushuaia is een departement in de Argentijnse provincie Vuurland, Antarctica en Zuid-Atlantische eilanden. Het departement (Spaans:  departamento) heeft een oppervlakte van 9.390 km² en telt 45.785 inwoners. Het departement is gelegen op Vuurland.

## Plaatsen in departement Ushuaia
- Lago Escondido
- Puerto Almanza
- Ushuaia

Río Grande · Ushuaia · Argentijns Antarctica * · Zuid-Atlantische eilanden *

De met * gemarkeerde departementen worden door Argentinië geclaimd maar behoren niet tot Argentinië.